# The Plot Against America (TV-serie)
The Plot Against America är en amerikansk dramaserie från 2020 med svensk premiär på HBO Nordic 17 mars 2020. Serien som är uppdelad på sex avsnitt är skapad och skriven av David Simon och Ed Burns. The Plot Against America är baserad på Philip Roths roman från 2004 med samma namn (svenska: Konspirationen mot Amerika).

## Handling
The Plot Against America är en alternativhistoria som tar sin utgångspunkt i att flygaren och antisemiten Charles Lindbergh vinner presidentvalet 1940 mot Franklin D. Roosevelt, och tittaren får följa utvecklingen ur en judisk arbetarklassfamiljs ögon.

## Rollista (i urval)
- Winona Ryder – Evelyn Finkel
- Zoe Kazan – Elizabeth "Bess" Levin
- Morgan Spector – Herman Levin
- John Turturro – Rabbim Lionel Bengelsdorf
- Anthony Boyle – Alvin Levin
- Azhy Robertson – Phillip Levin
- Caleb Malis – Sandy Levin